# Eisenbahnrecht (Vereinigte Staaten)
Die Eisenbahnen in den Vereinigten Staaten unterliegen seit dem 19. Jahrhundert einer rechtlichen Kontrolle.
Die für die Eisenbahnen bedeutsamen Bundesgesetze betrafen zuerst vor allem die Regulierung des Wettbewerbes und die Verhinderung von Monopolen und Oligopolen. Nach dem Niedergang des Eisenbahnverkehrs Anfang der 1970er Jahre wurden mit entsprechenden Gesetzen viele der Regulierungen rückgängig gemacht und der Bahnbereich in Bezug auf den Wettbewerb weitgehend dereguliert.

## Rechtsquellen
- Interstate Commerce Act 1887 - Gründung der Interstate Commerce Commission
- Elkins Act 1903 - Ermächtigung der Interstate Commerce Commission Strafen für Preisrabatte festzusetzen
- Erdman Act
- Esch–Cummins Act
- Federal Employers Liability Act
- Fixing America’s Surface Transportation Act of 2015 (abgekürzt FAST Act)
- Hepburn Act
- Interstate Commerce Act
- Intermodal Surface Transportation Efficiency Act
- Interstate Commerce Commission Termination Act 1995 - Abwicklung der Regulierungsbehörde Interstate Commerce Commission und Gründung der Nachfolgebehörde Surface Transportation Board
- Mann–Elkins Act
- Mayfield-Newton Act
- National Mass Transportation Assistance Act
- Pacific Railway Acts
- Passenger Rail Investment and Improvement Act of 2008 (abgekürzt PRIIA)
- Rail Safety Improvement Act of 2008
- Railroad Revitalization and Regulatory Reform Act
- Railroad Safety Appliance Act
- Railway Labor Act
- Staggers Rail Act 1980 - Umfassende Deregulierung des Eisenbahnbereiches
- Transportation Act of 1958
- Urban Mass Transportation Act of 1964
- Urban Mass Transportation Act of 1970

## Institutionen
Aufsichtsbehörde vor allem für den sicherheitstechnischen Bereich, die Verwaltung entsprechender Fördermittel sowie die Forschung zur Verbesserung der Sicherheit und des Schienenverkehrs obliegen der 1966 gegründeten Federal Railroad Administration. Diese Behörde ist dem Verkehrsministerium unterstellt.
Für wettbewerbliche Fragen ist seit der Zerschlagung der Interstate Commerce Commission seit 1995 das Surface Transportation Board zuständig. Aufgaben der vom Verkehrsministerium unabhängigen Behörde ist die Kontrolle der Frachttarife, der Kontrolle von Fusionen sowie der Stilllegung und des Neubaus von Bahnstrecken.